# Ética empírica

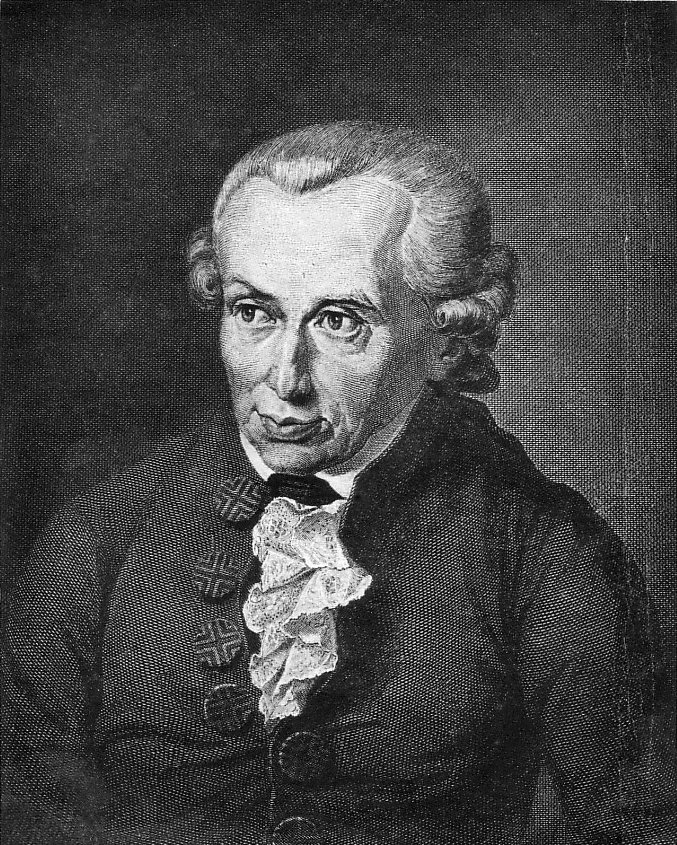
Immanuel Kant define y critica la ética empírica por creer que esto es una mentira.

Se llama moral o ética empírica dentro de la filosofía kantiana a una ética basada o formulada a partir de la experiencia. Se opone a la ética formal.
La distinción entre la moral y formalismo ético fue establecida por Kant, en sus obras de filosofía práctica, sobre todo en La Fundamentación de la metafísica de las costumbres. La preocupación más honda del filósofo de Königsberg consistió en crear una doctrina libre de elementos derivados del mundo de los hechos, es decir, un sistema exclusivamente racional y a priori. 
Entre la moral empírica y la ética formal existe una aguda oposición, en lo que atañe el método que debe emplearse para llegar al conocimiento de las reglas rectoras de la conducta moralmente buena. El subjetivismo es una de las variantes de la ética empírica. Si las ideas morales varían de individuo a individuo o de sociedad a sociedad, lo bueno y/o malo carecerán de existencia objetiva, ya que dependen de los juicios estimados de los hombres. Así aparecen, por una parte, al subjetivismo ético social, llamado antropologismo o subjetivismo ético específico.
es la rama ética que estudia los posibles criterios.